# Erla (Schwarzenberg)
Erla ist ein Ortsteil der Stadt Schwarzenberg im sächsischen Erzgebirge. Er ging aus der Ansiedlung einer Hammerschmiede (Eisenhammer) hervor.

## Geografie
Erla liegt im Tal des Schwarzwassers südlich von Schwarzenberg. Nach Süden schließt sich an einem steilen Hang der Ortsteil Crandorf an.

## Geschichte

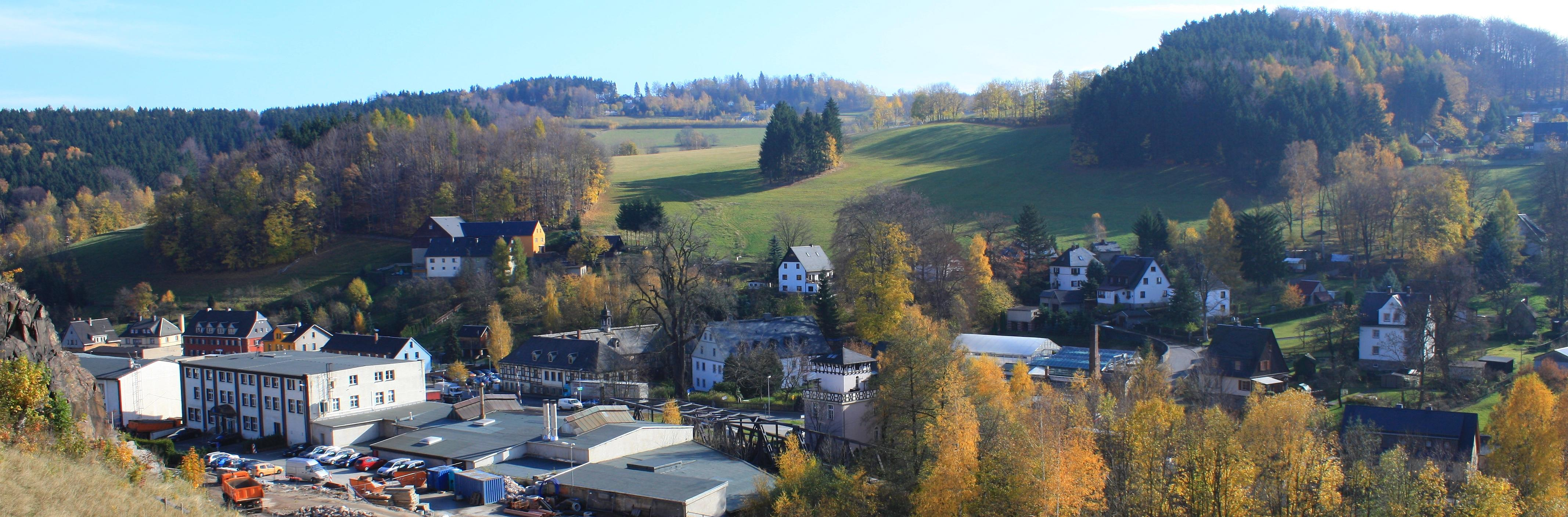
Blick aus Richtung Bermsgrün: Gelände des Eisenwerkes (im Vordergrund links), gegenüber der Hammerherrenhof mit Herrenhaus.

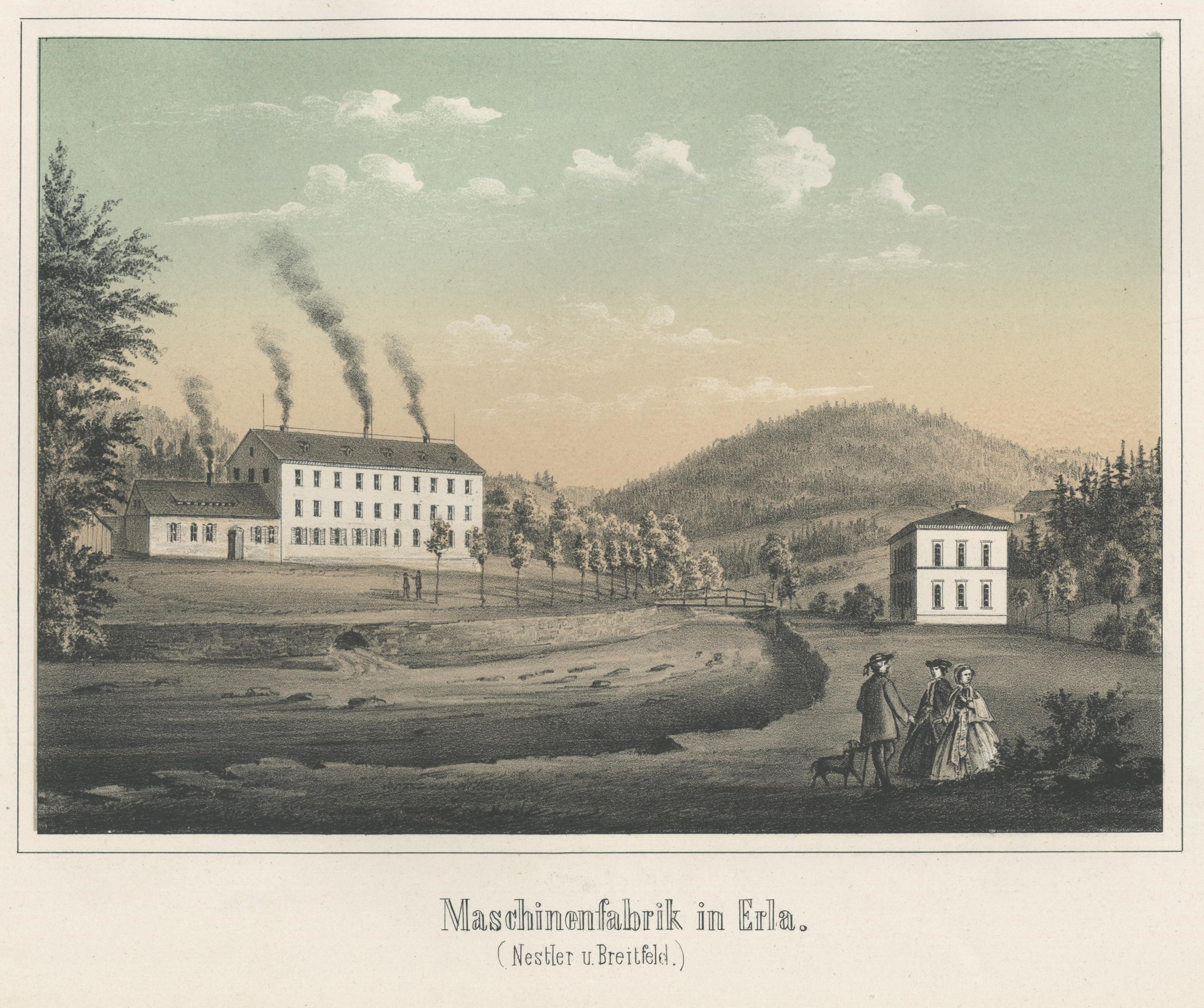
Nestler und Breitfeldsche Maschinenfabrik in Erla um 1840, rechts: Villa von John Payn

Der Ort Erla wurde erstmals 1380 urkundlich erwähnt, als der Hamer in der Erel gemeinsam mit dem Hoffe zu Crandorff einem gewissen Kunz von Ortband zum Lehn gegeben wurde. Die Entstehung des späteren Eisenwerks Erla ist in der Mitte des 13. Jahrhunderts anzusetzen und war begünstigt durch die reichen Eisenerzvorkommen und mehrere Zechen am benachbarten Rothenberg, die bis Anfang des 20. Jahrhunderts betrieben wurden. Der Name des Ortes geht vermutlich auf den reichen Erlenbestand in seiner Umgebung zurück. 1517 ging das Hammerwerk vom Besitz des Schwarzenberger Burgherrn Georg Wilhelm von Tettau an Oswald Flemming über. Im 19. Jahrhundert waren in zwei Werken Hammerschmiede, Hammerbuben, Zimmerleute und Köhler beschäftigt. Der Modernisierung des Eisenwerkes folgte 1883 die Eröffnung der Bahnstrecke Johanngeorgenstadt–Schwarzenberg (Haltestelle Erla) der Königlich-Sächsischen Staatseisenbahn. Er ermöglichte eine verbesserte Rohstoffanlieferung und Versendung der Produkte. Die Fabrikanten hatten sich nun auf Maschinen für die Papierindustrie spezialisiert, an deren Spitze die 1837 gegründete Firma Nestler & Breitfeld stand.
1925 wurden die Gemeinde Crandorf und der Gutsbezirk Erla zur neuen „Gemeinde Erla“ vereint. Bis heute hat sich die landläufige Bezeichnung Erla-Crandorf erhalten. Nach der politischen Wende und den damit verbundenen Umstrukturierungen wurde Erla am 1. Januar 1999 nach Schwarzenberg eingemeindet.
Nach dem Ende des Zweiten Weltkrieges gingen die Fabrikanlagen durch Enteignung in Volkseigentum über. Der Betrieb wurde zum VEB Eisenwerk Erla und produzierte bis in die 1990er-Jahre Zylinder für Kfz-Motoren. Die Deutsche Wiedervereinigung führte zur Privatisierung des Werkes, das seit 1994 als Eisenwerk Erla am Markt aktiv ist.

## Entwicklung der Einwohnerzahl
| Jahr | Einwohnerzahl                |
| ---- | ---------------------------- |
| 1551 | 1 besessene Mann, 5 Inwohner |
| 1820 | 15 Häusler                   |
| 1834 | 139                          |
| 1871 | 239                          |

| Jahr   | Einwohnerzahl |
| ------ | ------------- |
| 1890   | 218           |
| 1910   | 316           |
| 1925 1 | 1669          |
| 1939 1 | 1682          |

| Jahr   | Einwohnerzahl |
| ------ | ------------- |
| 1946 1 | 1664          |
| 1950 1 | 2642          |
| 1964 1 | 2340          |
| 1990 1 | 1521          |

## Sehenswürdigkeiten

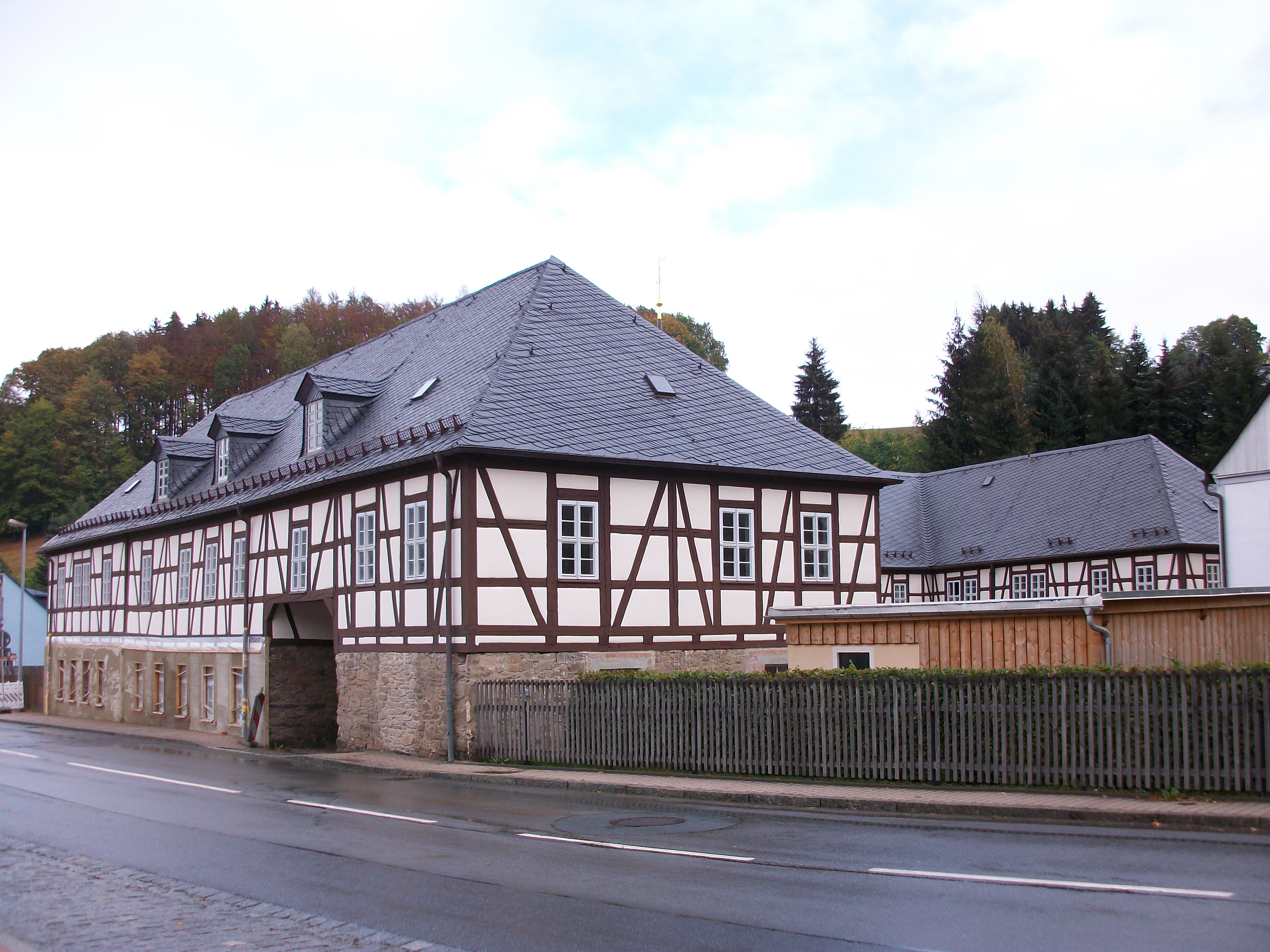
Herrenhof Erla (2018)

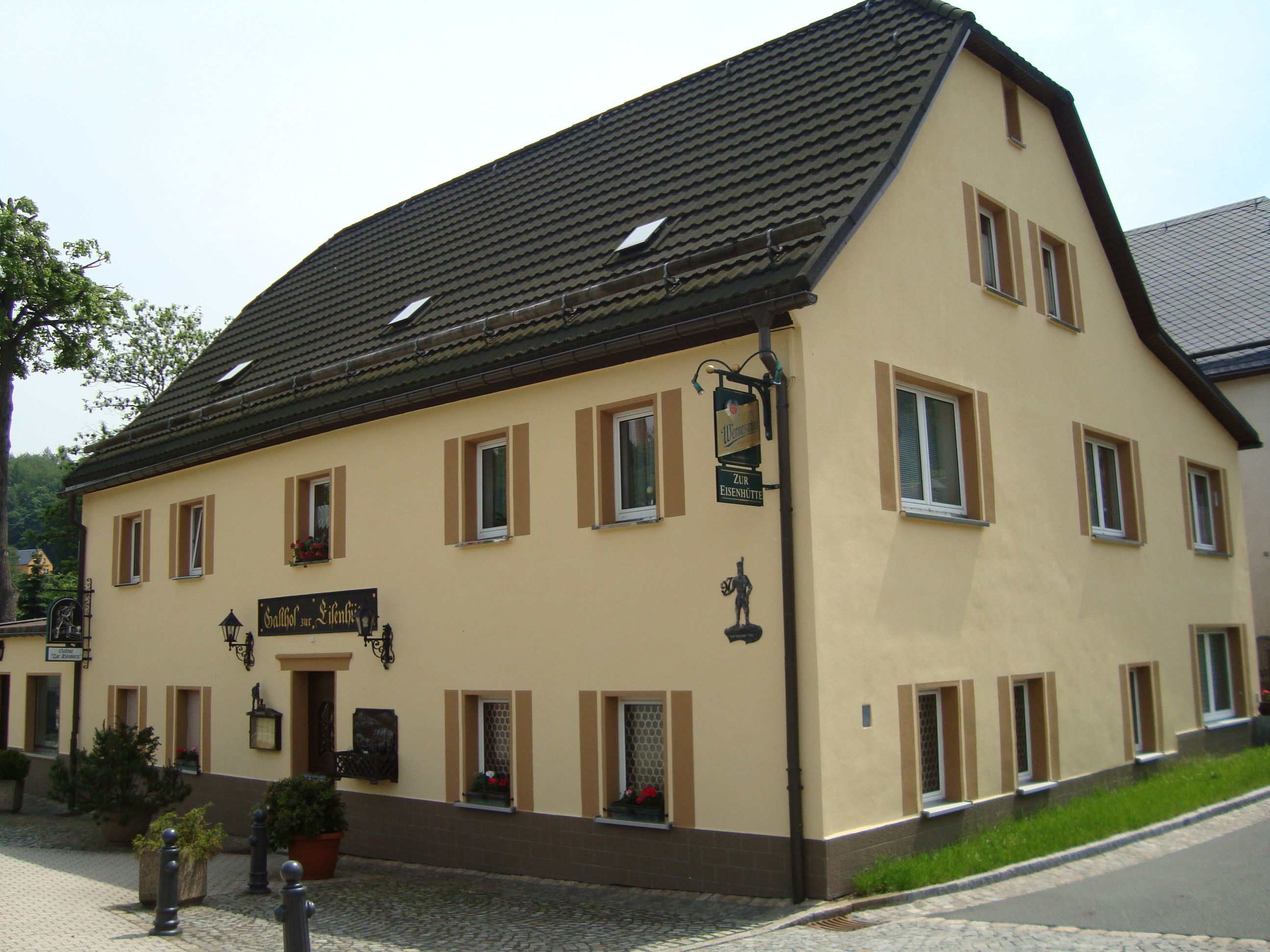
Gasthof zur Eisenhütte

### Herrenhof mit Herrenhaus
Der dreiflügelige Herrenhof mit einer breiten Wageneinfahrt an der Karlsbader Straße entstand in seiner heutigen Form vermutlich in der zweiten Hälfte des 17. Jahrhunderts. Das Fachwerk im Obergeschoss stammt aus dem ersten Drittel des 19. Jahrhunderts und verfügt über dekorativ über die Fassade verteilte Streben, die paarweise an die Ständer gelehnt sind. Das gaupenbesetze Walmdach ist am Ostflügel mit einem Dacherker und einem zierlichen Dachreiter mit Uhr und Laterne versehen.
Das um 1860 als schlichter, zweigeschossiger Putzbau errichtete Herrenhaus bildet den westlichen Abschluss der Hofanlage. Das Innere, vor allem das gusseiserne Geländer im Treppenhaus und die Stuckdecken und Supraporten im ehemaligen Festsaal, wurde im Stil des Spätklassizismus gestaltet. Das Gebäude steht seit den 1960er-Jahren unter Denkmalschutz. Für das „große Engagement und den äußerst sensiblen Umgang mit der bedeutenden Denkmalsubstanz“ bei der Restaurierung des Hammerherrenhauses wurden der Volkskundler Götz Altmann und seine Familie 2006 von der Deutschen Stiftung Denkmalschutz mit dem Bundespreis für Handwerk in der Denkmalpflege ausgezeichnet.

### Park, Wohnhäuser, Gasthof
In einem kleinen Park zwischen historischen Fachwerkhäusern wachsen Winterlinden, Rotbuchen, Bergulmen und Blutbuchen, die teilweise unter Naturschutz stehen. Der Name des Gasthofs 'Zur Eisenhütte' an der Karlsbader Straße erinnert an die Bergbauzeit im Ort. Das Gebäude wurde 1889 zusammen mit mehreren Wirtschaftsgebäuden errichtet. Er war zeitweise das Vereinshaus der 1847 gegründeten bürgerlichen Vollmondgesellschaft und wird heute privat betrieben. Weiter flussaufwärts, links des Schwarzwassers, befindet sich eine 1837 für den britischen Ingenieur John Payn erbaute Villa im Rundbogenstil. Der fünfachsige zweigeschossige Putzbau mit gequadertem Erdgeschoss hat ein flaches Walmdach und differenziert gearbeitete Fenstergewände mit geraden Überdachungen.

### Bergbaulehrpfad
Über den Roten Berg führt von Erla ausgehend ein zwei Kilometer langer Bergbaulehrpfad mit 16 Hinweistafeln zur Oberen Bergschmiede. Neben den zahlreichen Halden erinnert ein 1827 erbauter Pulverturm an den einstigen Erzbergbau.

## Verkehr

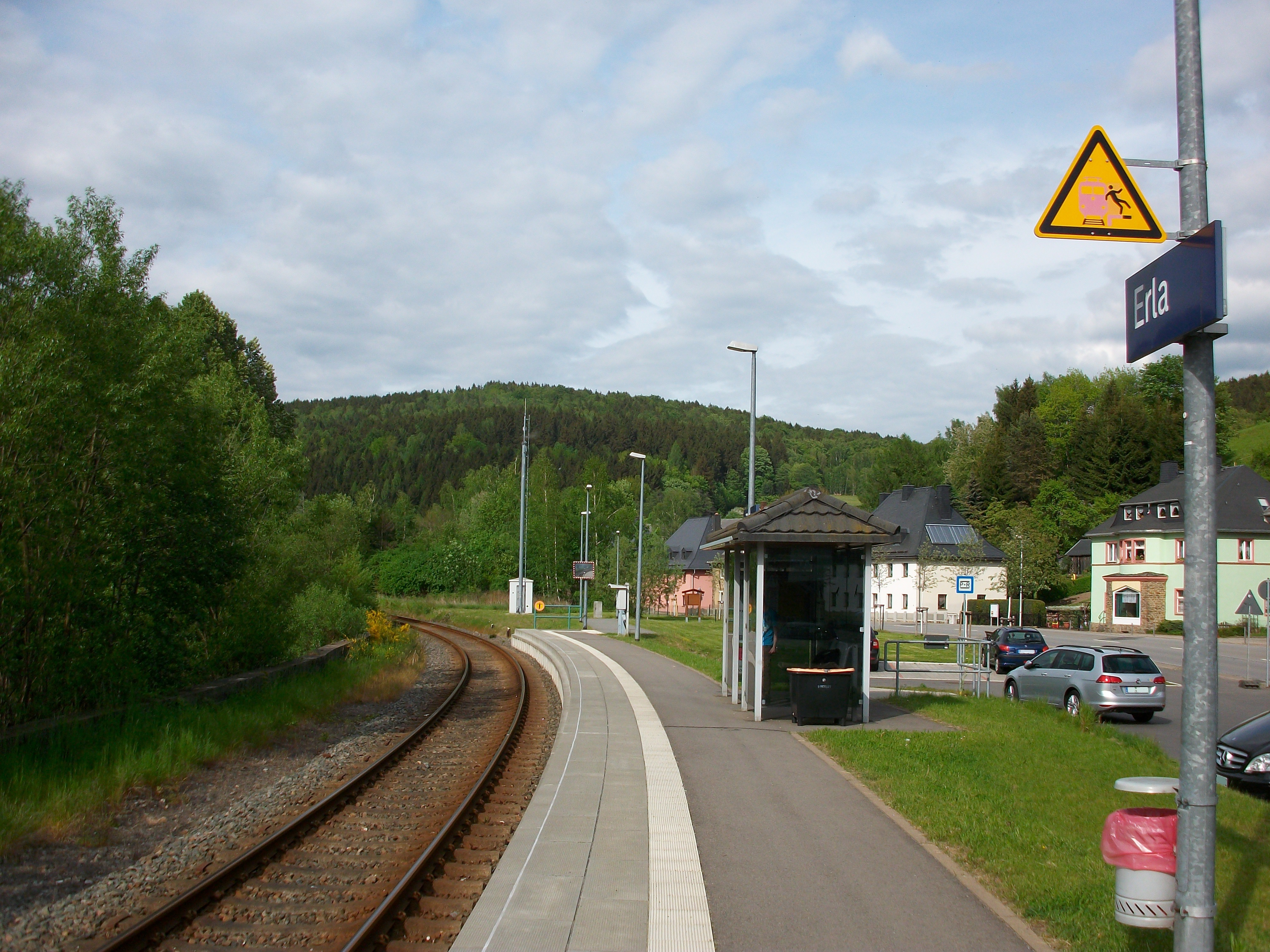
Haltepunkt Erla (2016)

Erla besitzt einen Haltepunkt an der Bahnstrecke Johanngeorgenstadt–Schwarzenberg, der von der DB Erzgebirgsbahn bedient wird. Durch den Ort im Tal des Schwarzwassers verläuft die Straße von Schwarzenberg nach Johanngeorgenstadt („Karlsbader Straße“).

## Persönlichkeiten

### Personen, die mit Erla in Verbindung stehen
- Carl Gotthilf Nestler (1789–1864), Unternehmer und Politiker, Landtagsabgeordneter, Mitbesitzer der Firma Nestler & Breitfeld
- Eduard Wilhelm Breitfeld (1803–1873), Unternehmer und Politiker, Landtagsabgeordneter, Mitbesitzer der Firma Nestler & Breitfeld
- Guido Breitfeld (1831–1894), Unternehmer und Politiker, Landtagsabgeordneter, Mitbesitzer der Firma Nestler & Breitfeld
- Ernst Schneller (1890–1944), Lehrer, Reichstags- und sächsischer Landtagsabgeordneter für die KPD, gründete 1920 in Erla eine Ortsgruppe der KPD
- Kurt Beck (1909–1983), Arbeiterfotograf und Bürgermeister
- Manfred Blechschmidt (1923–2015), Schriftsteller
- Götz Altmann (1940–2024), Volkskundler